# Улица Сыртлановой (Казань)
Улица Сыртлановой (тат. Сыртланова урамы) — улица в Приволжском районе Казани.

## Название
Улица названа в 1972 году в честь Магубы Хусаиновны Сыртлановой (1912-1971) – Героя Советского Союза, гвардии старшего лейтенанта, заместителя командира эскадрильи 46-го гвардейского ночного бомбардировочного авиационного полка.
Название улицы официально утверждено протоколом Совета Министров Татарской АССР от 22 сентября 1972 года № 35.

## Расположение
Улица Сыртлановой находится на территории жилого района Горки. Она начинается от улицы Хусаина Мавлютова и идёт в восточном направлении, но затем плавно поворачивает вправо, огибая детский парк «Калейдоскоп», после чего направляется на юг, соединяясь с проспектом Победы. Улица Сыртлановой служит границей между 2-м микрорайоном и парком «Калейдоскоп», а также между 3-м и 4-м микрорайонами. 

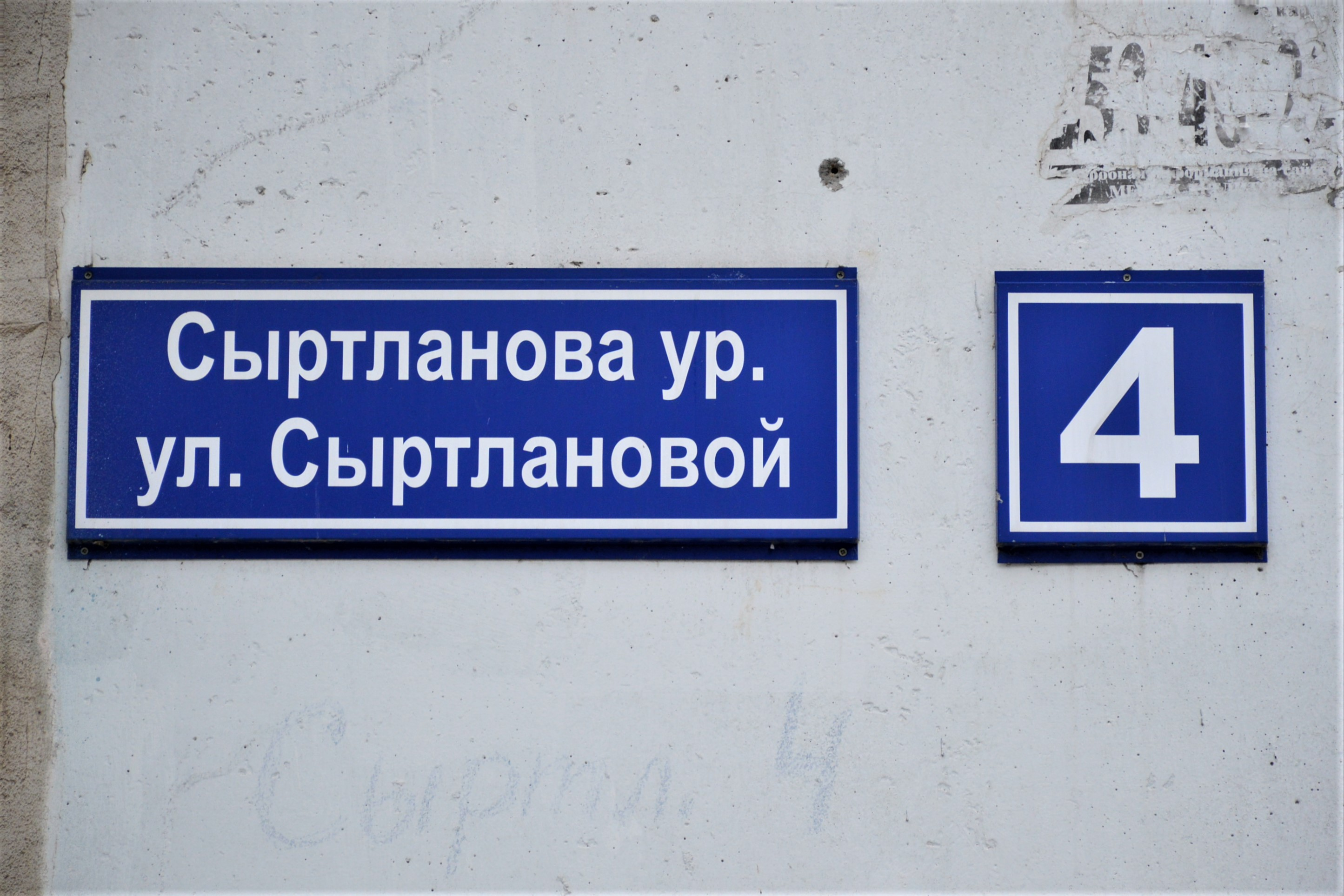
Табличка на доме: ул. Сыртлановой, 4 - пример нормативного написания названия улицы на татарском и русском языках (декабрь 2019)

Её длина составляет 1,18 км.

## История
Первые дома вдоль улицы Сыртлановой появились в 1973-1976 годах на территории 2-го и 3-го микрорайонов. Это были панельные пятиэтажные «хрущёвки» (3-й микрорайон) и девятиэтажные здания (2-й микрорайон). Их возведение позволило обозначить общий контур улицы, которая к середине 1970-х годов была застроена частично – с нечётной стороны. 
В 1979 году с чётной стороны улицы Сыртлановой был заложен детский парк. И примерно в это же время на его территории, на углу улиц Хусаина Мавлютова и Сыртлановой, был установлен списанный самолёт Ту-124. Его предполагалось использовать как детский кинотеатр, но позже убрали.  
Относительно законченный архитектурный облик улица Сыртлановой стала обретать в 1980-е годы. В этот период были возведены жилые дома 4-го микрорайона: пяти- и девятиэтажные панельные здания. Кроме того, на территории 2-го микрорайона в 1980-е годы были возведены три кирпичные жилые высотки: два девятиэтажных и одно четырнадцатиэтажное здание; на территории 3-го микрорайона – одна кирпичная девятиэтажка.  
Завершающий вид улица Сыртлановой обрела в постсоветский период. В 2012 году в процессе подготовки к XXVII Всемирной летней Универсиаде 2013 года на прилегающем к улице пустыре был возведён Федеральный спортивно-тренировочный центр гимнастики. В 2017 году подвергся коренной реконструкции детский парк, который после этого получил своё нынешнее название – «Калейдоскоп».

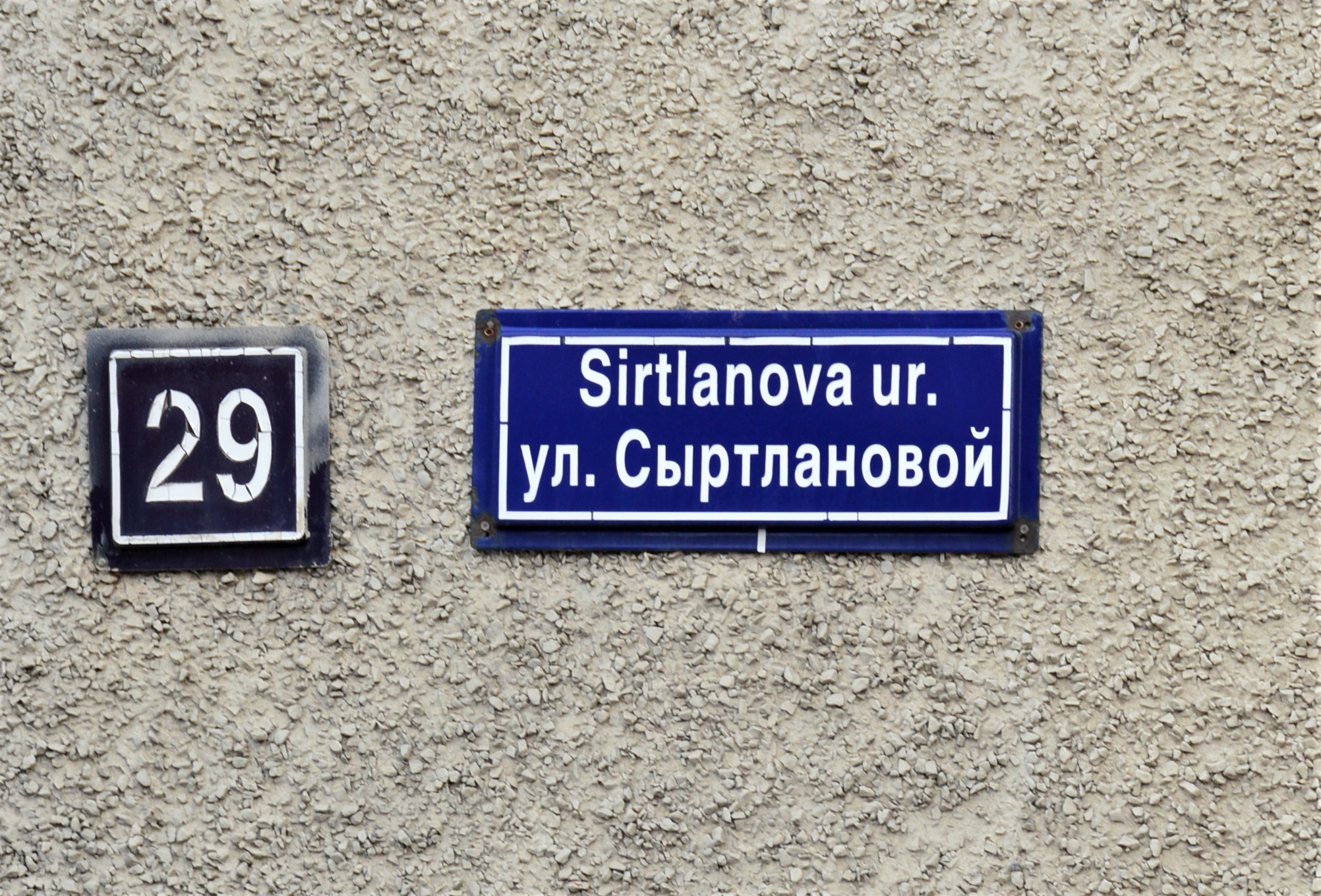
Табличка на доме: ул. Сыртлановой, 29 - пример ненормативного написания названия улицы: татарская версия представлена в латинской графике, не имеющей официального статуса, а значит её нельзя использовать (ноябрь 2018)

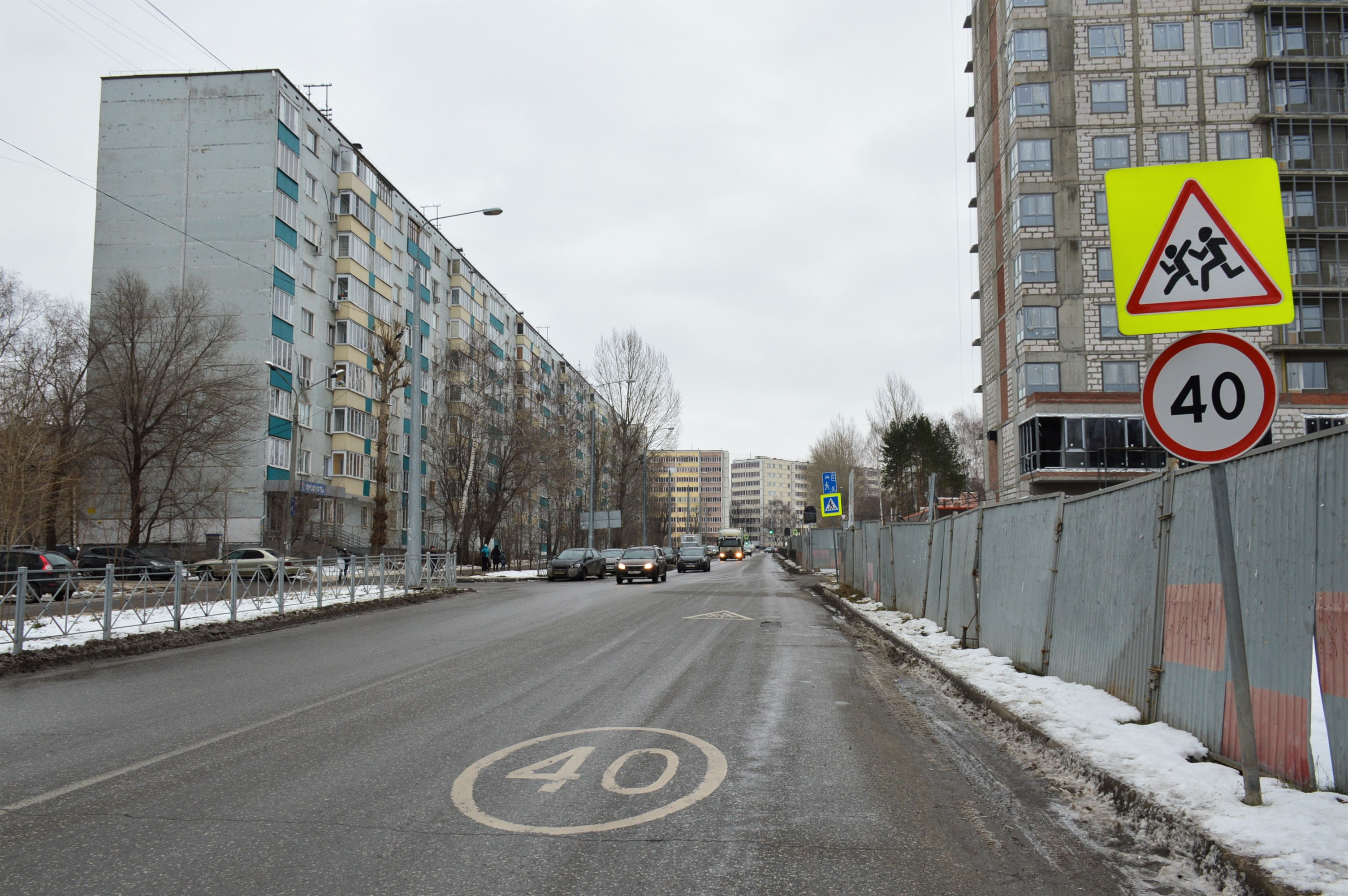
Улица Сыртлановой: вид со стороны улицы Хусаина Мавлютова (декабрь 2019)
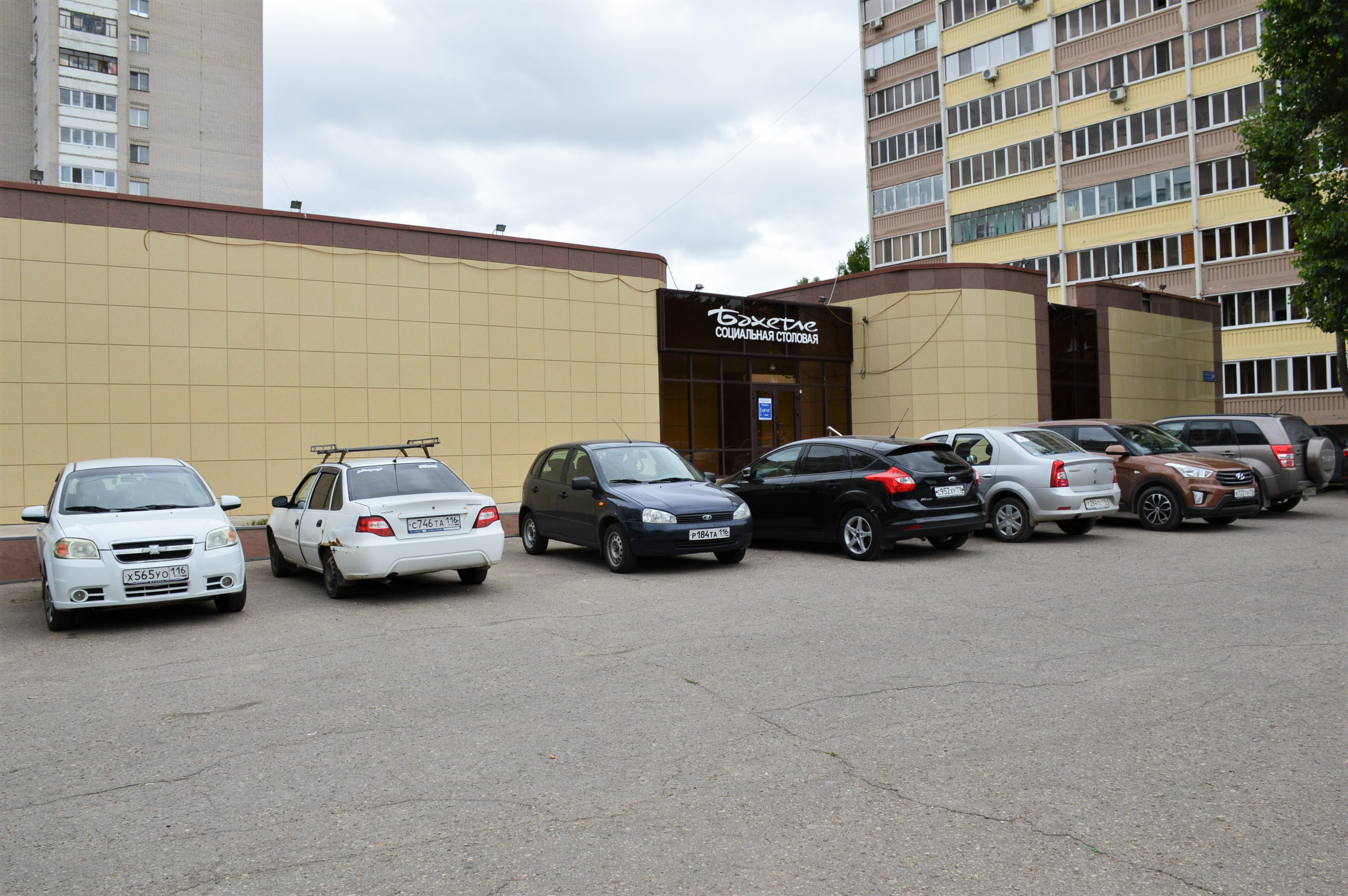
Социальная столовая торговой сети «Бахетле»: ул. Сыртлановой, 9А (июнь 2019)
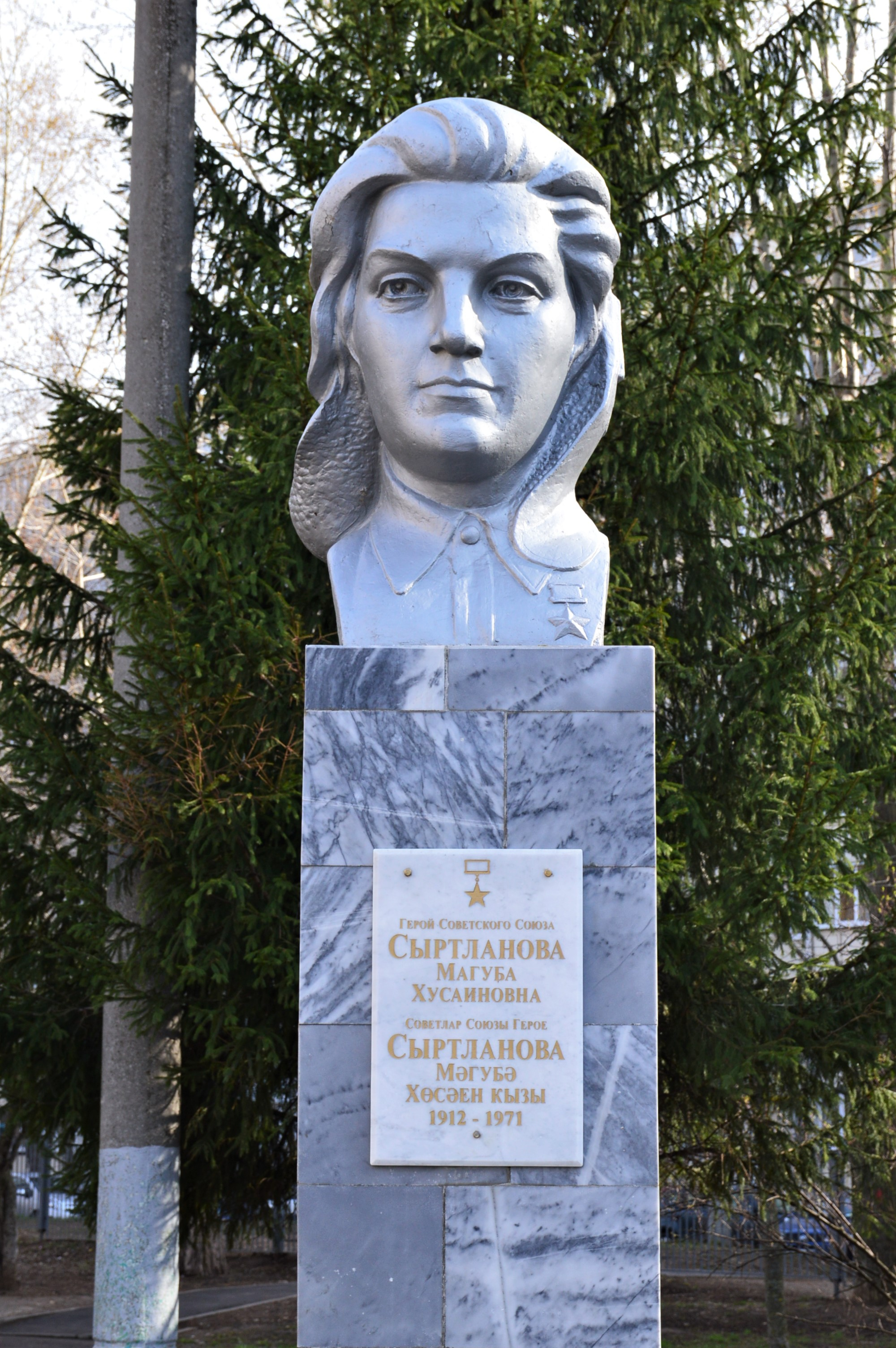
Памятник-бюст Героя Советского Союза Магубы Сыртлановой расположен недалеко от улицы её имени, на территории гимназии № 52 (апрель 2020)
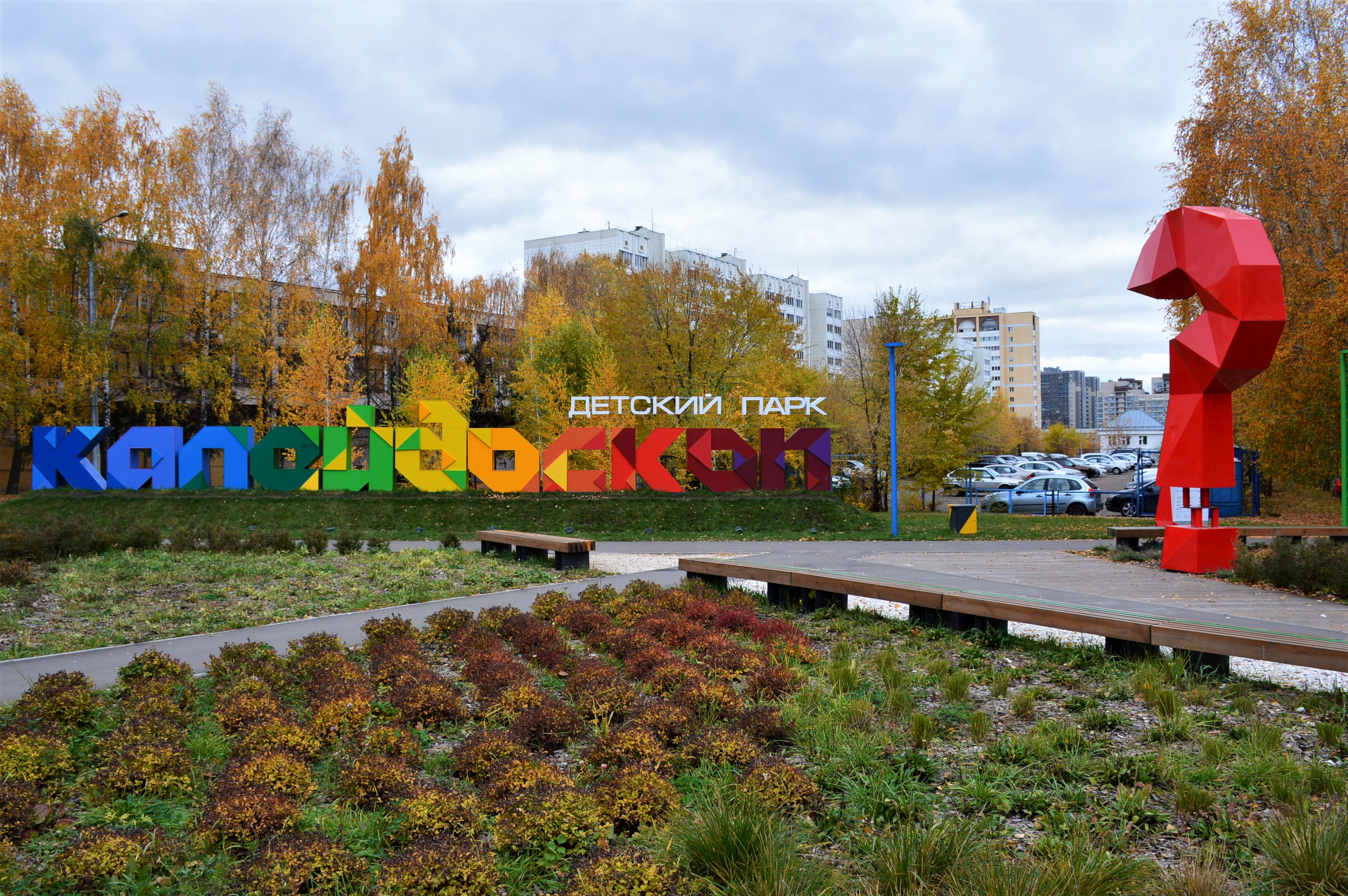
Вход в детский парк «Калейдоскоп» со стороны перекрёстка улиц Гарифьянова и Сыртлановой (октябрь 2018)

## Городской общественный транспорт
В течение 20 лет (1992-2012) по северному участку улицы Сыртлановой (между улицами Хусаина Мавлютова и Гарифьянова) также ходили троллейбусы.
В настоящее время по улице ходят автобусы 19 и 68 маршрутов (по состоянию на ноябрь 2018 года). 

## Объекты, расположенные на улице
На улице Сыртлановой расположены следующие значимые объекты (перечислены в направлении с севера на юг):
- Детский парк «Калейдоскоп»;
- Социальная столовая торговой сети «Бахетле» (ул. Сыртлановой, 9А);
- Федеральный спортивно-тренировочный центр гимнастики (ул. Сыртлановой, 6);
- Детский сад № 383 (ул. Сыртлановой, 21А).

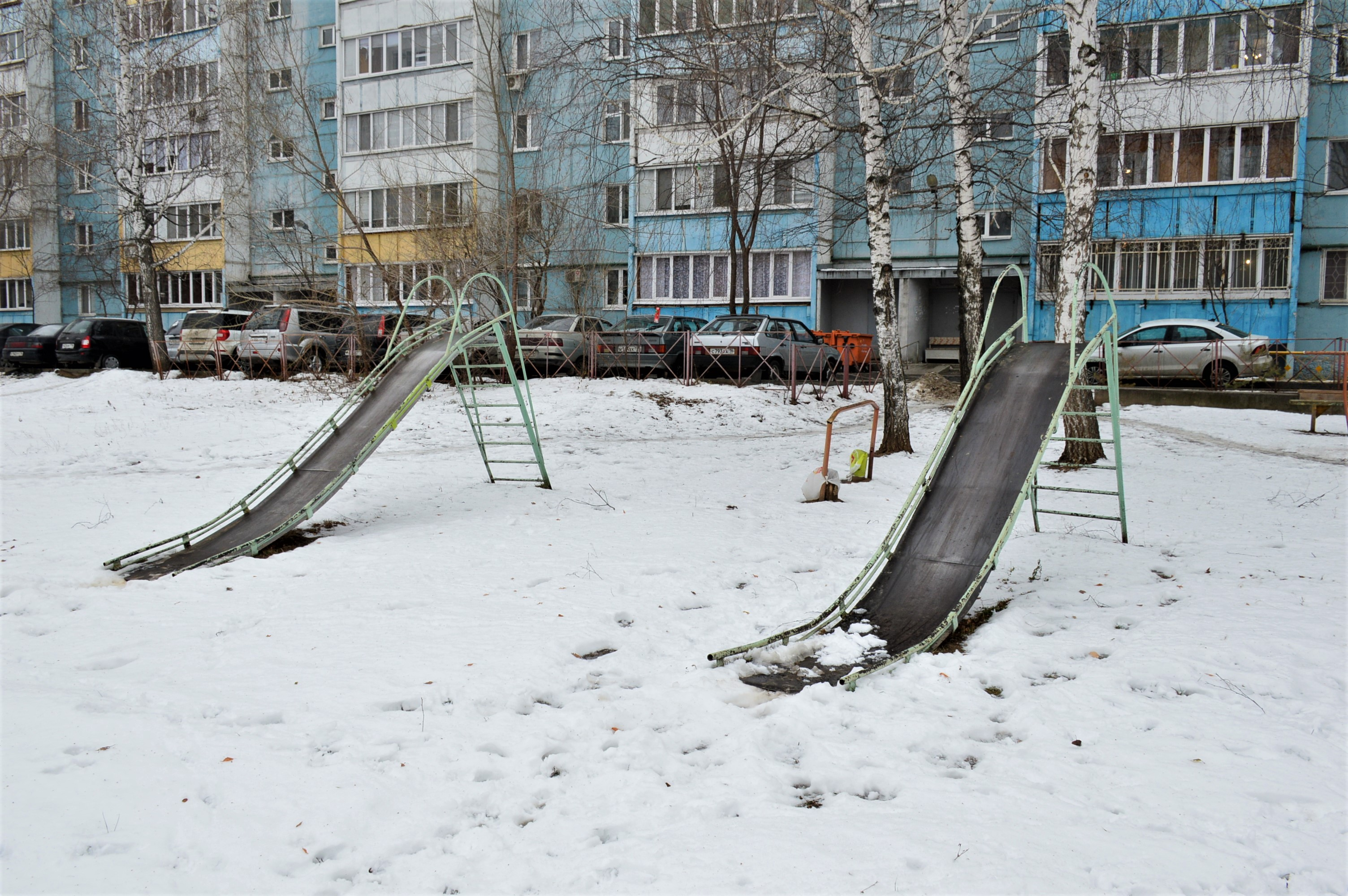
Дворовые детские горки советского времени: ул. Сыртлановой, 4 (декабрь 2019)
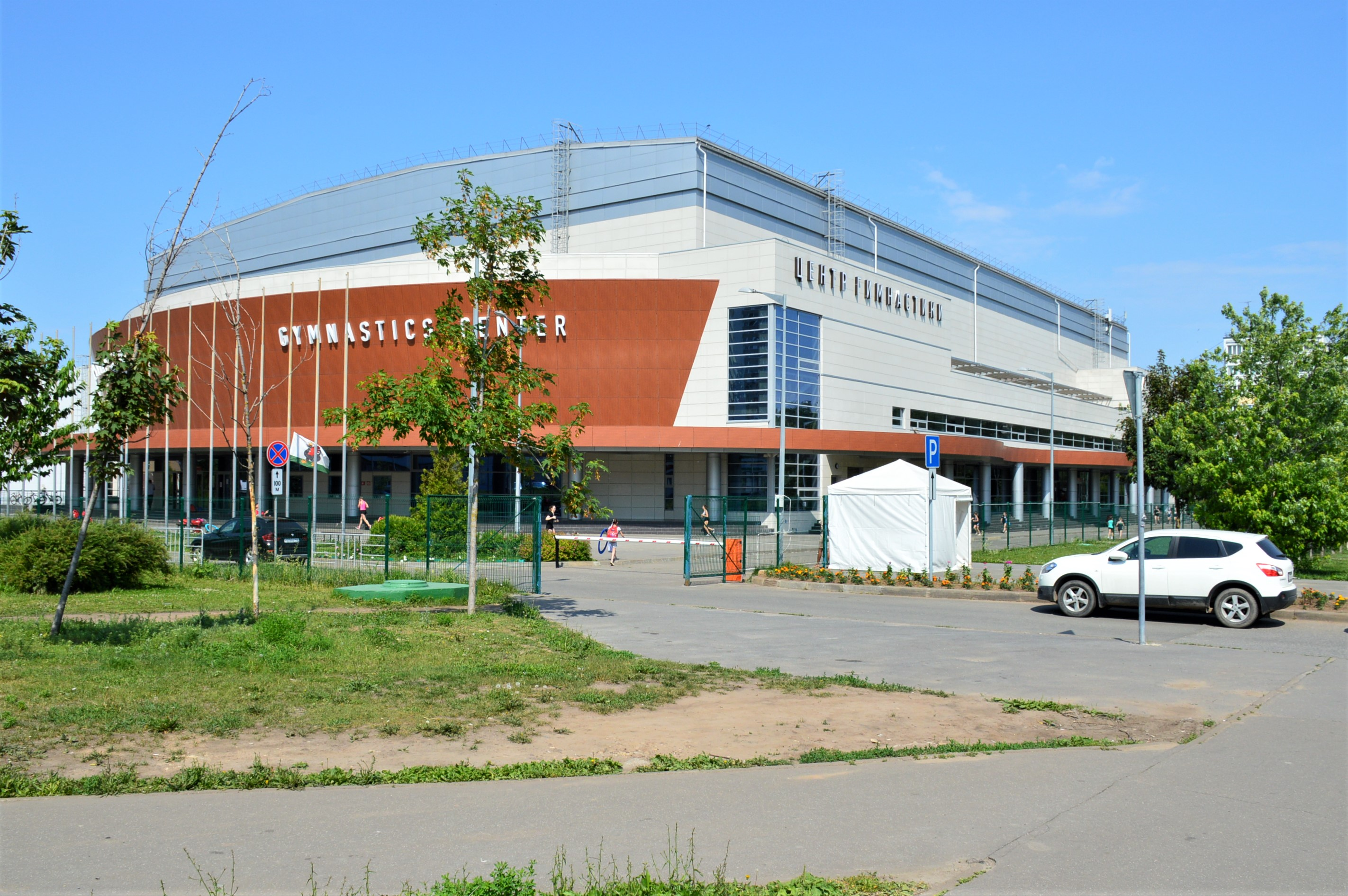
Федеральный спортивно-тренировочный центр гимнастики: ул. Сыртлановой, 6 (июнь 2019)
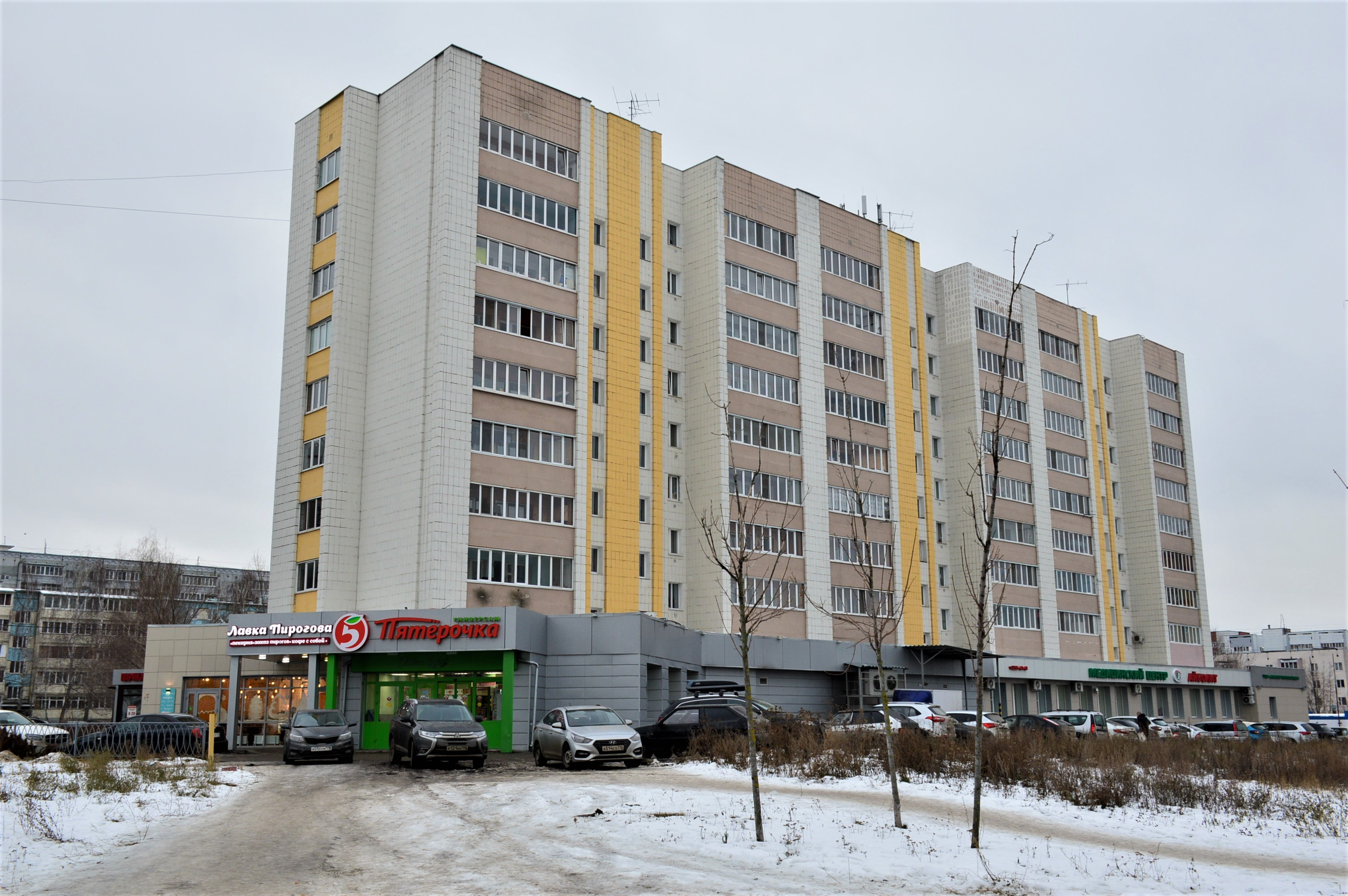
Жилой дом в 4-м микрорайоне Горок: ул. Сыртлановой, 8 (декабрь 2019)
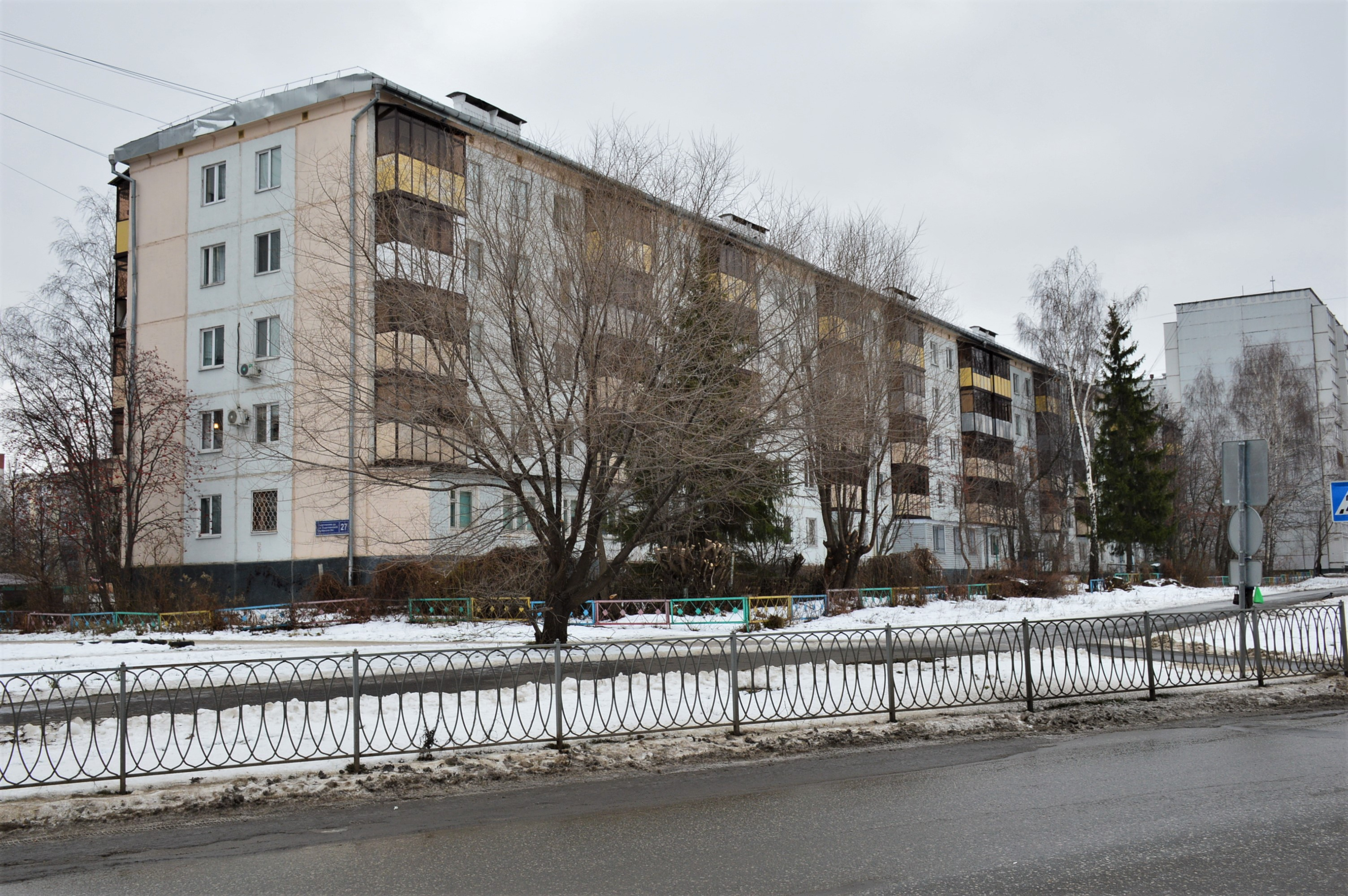
«Хрущёвка» в 3-м микрорайоне Горок: ул. Сыртлановой, 27 (декабрь 2019)
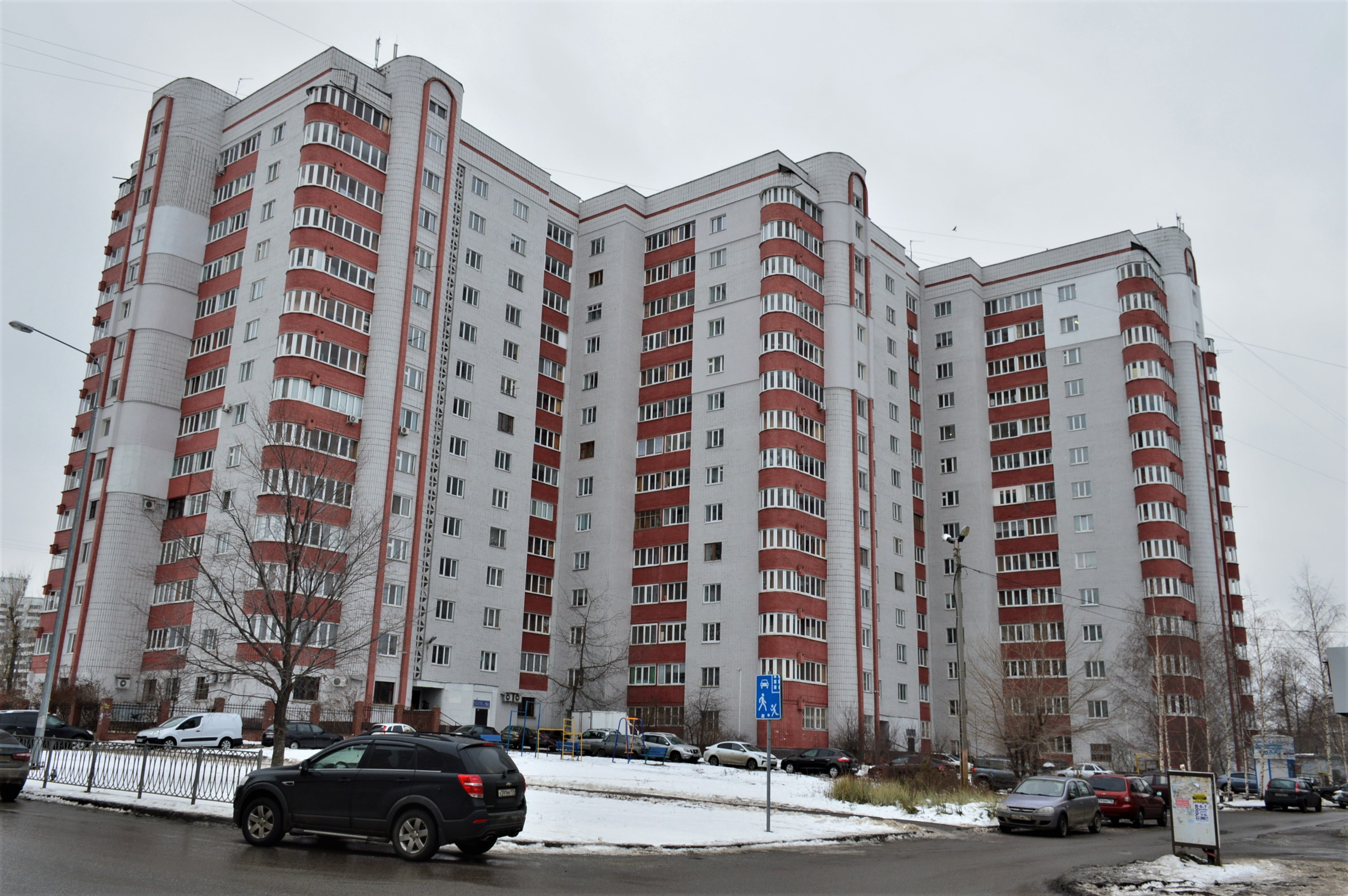
Жилой дом в 4-м микрорайоне Горок: просп. Победы, 15 (корп. 1, 2, 3). Вид со стороны улицы Сыртлановой (декабрь 2019)